# Confirmación del Gabinete de Barack Obama

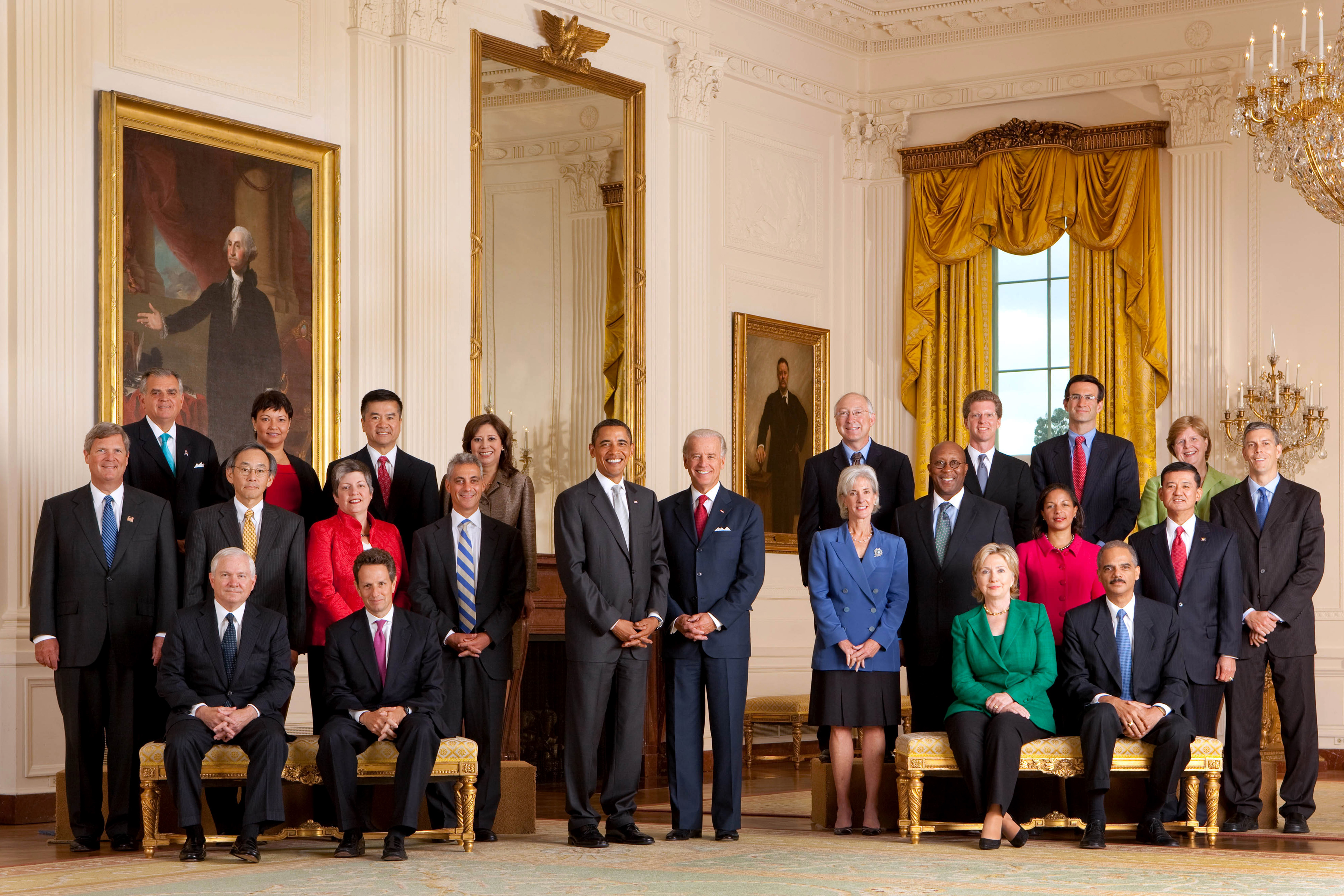
El Gabinete de Obama de 2009.

El Presidente de los Estados Unidos tiene la autoridad para nominar a los miembros de su gabinete al Senado de los Estados Unidos, para confirmar dichas postulaciones bajo el Artículo II, Sección II, Cláusula II de la Constitución de los Estados Unidos. 
Esta página documenta el proceso de nominaciones y confirmaciones para candidatos al gabinete exitosos y no exitosos en la administración de  Barack Obama. Dichos candidatos están listados en el orden de creación de la posición en el gabinete.  

## Gabinete

### Secretario de Estado
La designación del Secretario de Estado es evaluado y presentado al Senado completo por el Comité del Senado para las Relaciones Internacionales. JuliAna

#### Hillary Clinton (2009-2013)
- Wikinoticias tiene noticias relacionadas con Confirmación del Gabinete de Barack Obama.

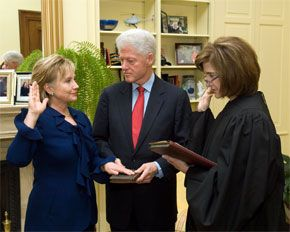
Clinton toma la protesta de la oficina de la Secretaría de Estado, dicho juramento fue llevado a cabo por la Jueza Asociada Judge Kathryn Oberly mientras que Bill Clinton sostiene la Biblia.

Hillary Rodham Clinton asumió la oficina de la Secretaría de Estado el 21 de enero de 2009. A mediados de noviembre de 2008, el electo presidente Barack Obama y Clinton discutieron la posibilidad de que ella sirviera como Secretaria de Estado en su administración, al mismo tiempo se rumoraron algunos nominados como  Bill Richardson, John Kerry, Sam Nunn y Chuck Hagel y el 21 de noviembre, los reportes indicaron que Clinton había aceptado el puesto.  El 1 de diciembre, el Presidente electo Obama anunció formalmente que Clinton sería su nominada para la Secretaría de Estado. Clinton dijo que estaba renuente a dejar el Senado, pero que esta nueva posición representaba para ella una aventura "difícil y emocionante". Este nombramiento requirió el proceso Saxbe fix, debido a que en eso entonces era miembro del Senado de los Estados Unidos. Como parte de la nominación, el esposo de Clinton, el expresidente  Bill Clinton, aceptó en adoptar un número de condiciones y restricciones referentes a sus actividades de altruismo para el Centro Presidencial Clinton y la Iniciativa Global Clinton.
Los rumores de confirmación antes de que comenzara el Comité del Senado para Relaciones Internacionales, el cual comenzó el 13 de enero de 2009, una semana antes de la inauguración de Obama; dos días después, el comité votó 16-1 en la aprobación de Clinton.  Para este tiempo, la aprobación pública de Clinton alcanzó el 65%, la escala más alta desde el escándalo de Lewinsky. El 21 de enero de 2009, se ratificó el puesto de Clinton en el Senado completo por un voto por pase de lista de 94-2. Clinton tomó la dirección de la Secretaría de Estado y renunció de su puesto en el Senado el mismo día.
El presidente de la Comisión del Senado para las Relaciones Internacionales, John Kerry mencionó que Clinton enfrentaría problemas serios, pero que realizaría un buen trabajo siendo la Secretaria de Estado. Christopher Hitchens y Vanity Fair  llamó a esta nominación como lucrativa en la edición del 18 de noviembre de 2008 de  Hardball debido a todos os contactos de la familia Clinton y sus acciones durante la campaña Primaria Presidencial del Partido Demócrata de 2008. El Senador  John Cornyn (R-Texas) votó en contra de la aprobación unánime, debido a cuestiones éticas. El decidió no bloquear la nominación a través del proceso filibuster, pero quiso hacer públicas su postura en contra de las políticas de Clinton. El Senador  David Vitter (R-Louisiana) también votó en contra de Clinton en el comité considerando las actividades de su esposo.

#### John Kerry (2013-2017)
Hillary Clinton anunció que no se quedaría en el segundo periodo de Obama. Por esto, Obama nominó al senador John Kerry de Massachusetts como su Secretario de Estado. En enero de 2013, John F. Kerry fue confirmado por el Senado en una votación 94-3. John Kerry tomó cargo del puesto el 1 de febrero de 2013. 

### Secretaría del Tesoro
- Wikinoticias tiene noticias relacionadas con Confirmación del Gabinete de Barack Obama.

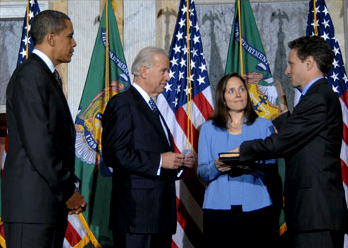
Geithner realiza el juramento como Secretario del Tesoro.

La Secretaría del Tesoro es aprobada por el Comité de Finanzas del Senado. 

#### Tim Geithner (2009-2013)
A finales de noviembre de 2008, el electo presidente Obama anunció sus intenciones de nominar a  Timothy Geithner, el Presidente del New York Federal Reserve Bank, para ser el Secretario del Tesoro de los Estados Unidos, reemplazando a Henry Paulson. Geithner creía, al igual que Paulson, que el Departamento del Tesoro necesitaba una nueva autoridad para evaluar las consecuencias de la crisis financiera de 2008.[cita requerida]
En un comunicado escrito, Geither dijo que China estaba manipulando la  Renminbi con la intención de mantener un valor bajo para hacer sus exportaciones mucho más atractivas al comercio exterior. De confirmarse, Geither le comunicó al Comité de Finanzas del Senado que pediría a Obama ejercer presión diplomática a la administración China para cambiar estas prácticas, de manera más enérgica que la administración de Bush. Los Estados Unidos aún sostienen que las acciones de China han dañado las empresas estadounidenses y han contribuido a las crisis financieras.
De acuerdo con algunos rumores de confirmación, se reveló a través de evidencia documentada que Geither no había pagado impuestos sobre la renta de $35,000 por varios años, a pesar de que se le dio a conocer sus obligaciones para realizar dichos pagos, por lo que llenó una requisición, y realizó un pago por la mitad de los impuestos que debía. La falta de pago de impuestos se descubrió en 2006 durante una auditoría realizada por  Internal Revenue Service, en la que a Geithner se le cobraron impuestos por $14,847 para los impuestos del año 2003 y 2004. 
Geithner falló en pagar, o en admitir su omisión de pagos de impuestos sobre la renta para los años 2001 y 2002 hasta después de que el electo presidente Obama expresó abiertamente sus intenciones de nominarlo como Secretario del Tesoro.  El dedujo el costo de los campamentos de sus hijos como gastos de cuidado, cuando este tipo de deducciones sólo aplican para cuidados de un día. Geithner subsecuentemente pagó el ISR a los impuestos adicionales que debía, y se le cargaron intereses de  $15,000 pero no fue multado por pagados atrasados.  Adicionalmente, los permisos de trabajo de su niñera se terminó durante los últimos tres meses que trabajó para él.
El empleador de Geithner en ese momento, el Fondo Monetario Internacional, le daba a sus empleados estadounidenses la mitad de los impuestos que debían pagar, esperando que sus empleados depositaran el dinero en el Servicio de Ingresos Internos. Un reporte del Comité de Finanzas del Senado documentó todos los errores de Geither. Mientras trabajaba para el FMI, Geithner firmó una hoja de impuestos que establecía sus "obligaciones de los impuestos de Seguridad Social de U.S.A., los cuales pagaré de mis ingresos". y otro comunicado anual que establecía "Me gustaría aplicar a las reducciones de impuestos federales y estatales y las diferencias en las obligaciones entre el "auto-empleo" y el "empleado" de los impuestos de Seguridad Social los cuales pagaré de mis ingresos".
En un mensaje al panel del Senado que estaba evaluando su nominación, Geither llamó a sus problemas con los impuestos como errores  "sin importancia", "evitables" y "sin intenciones" y dijo que "se quería disculpar ante el comité por hacer desviar la mayoría de su tiempo en resolver estos problemas". Geithner testificó que usó TurboTax para realizar sus deducciones de impuestos y que todos los errores de impuestos son únicamente su responsabilidad. El periódicoThe Washington Post citó a un experto en impuestos quite dijo que TurboTax no había sido programado para manejar cálculos de impuestos de personas auto-empleadas cuando el sujeto en cuestión se identifica como "empleado". Geithner respondió ante tal comentario diciendo que el siempre se consideró así mismo como empleado, y no como un auto-empleado o contratista, cuando fungió como Director del Departamento de Políticas para el Desarrollo del FMI.
El comentarista Michelle Malkin posteó en su sitio web, "los paquetes de solicitud de ISR notifican a los trabajadores potenciales que el Inspector General del Tesoro para la Administración Tributaria veta a todos aquellos candidatos y empleados actuales  'quienes han violado, están violando las leyes, reglas y regulaciones relacionadas con el ejercicio de sus funciones.' El electo presidente Obama nominó a alguien quien revisaría todo lo relacionado con los ISR, pero que no tenía las aptitudes necesarias para cubrir el puesto." El exvocero de la Cámara de Representantes Newt Gingrich, quien también se oponía a la nominación dijo "Los ISR no lo multan. Pregúntenle a los pequeños negocios cuántos de ellos piensan que pueden evadir los impuestos de los auto-empleados del Seguro Social e impuestos de Servicios Médicos por siete años consecutivos y no ser multados por ello," El Senador Republicano  Lindsey Graham apoyó la nominación de Geithner, llamándolo  "muy competente" y "el sujeto adecuado" para la Secretaría del Tesoro.
El 26 de enero de 2009, el Senado de los EUA confirmó a Geithner por una votación 60-34. El juramento de Geithner se realizó en la Secretaría del Tesoro por el Vicepresidente Joe Biden y presenciado por el Presidente Obama. Geithner dejó la administración el 25 de enero de 2013.

#### Jack Lew (2013-2017)
El 10 de enero de 2013,  Jacob Lew (Jack Lew, en ese entonces el Jefe de los empleados del Presidente) fue nominado como reemplazo para el Secretario del Tesoro en salida, Geithner, para servir en el segundo periodo del Presidente Obama.  La nominación de Lew fue confirmada por todo el Senado el miércoles 27 de febrero de 2013 por una votación 71 a 26 [Cincuenta demócratas, veinte Republicanos y Angus King (un Independiente de Maine) votaron para la confirmación, mientras que veinticinco Republicanos y Bernard Sander (Independiente de Vermont) votaron en contra de la confirmación.]  El juramento se llevó a cabo el siguiente día en la Casa Blanca y fue realizado por el vicepresidente Joe Biden y juró para ser el Secretario del Tesoro número 76.

### Secretaría de la Defensa
Las designaciones del Secretario de Defensa sin evaluadas y presentadas a todo el Senado por el Comité del Senado para los Servicios Armados. 

#### Robert Gates (2006-2011)

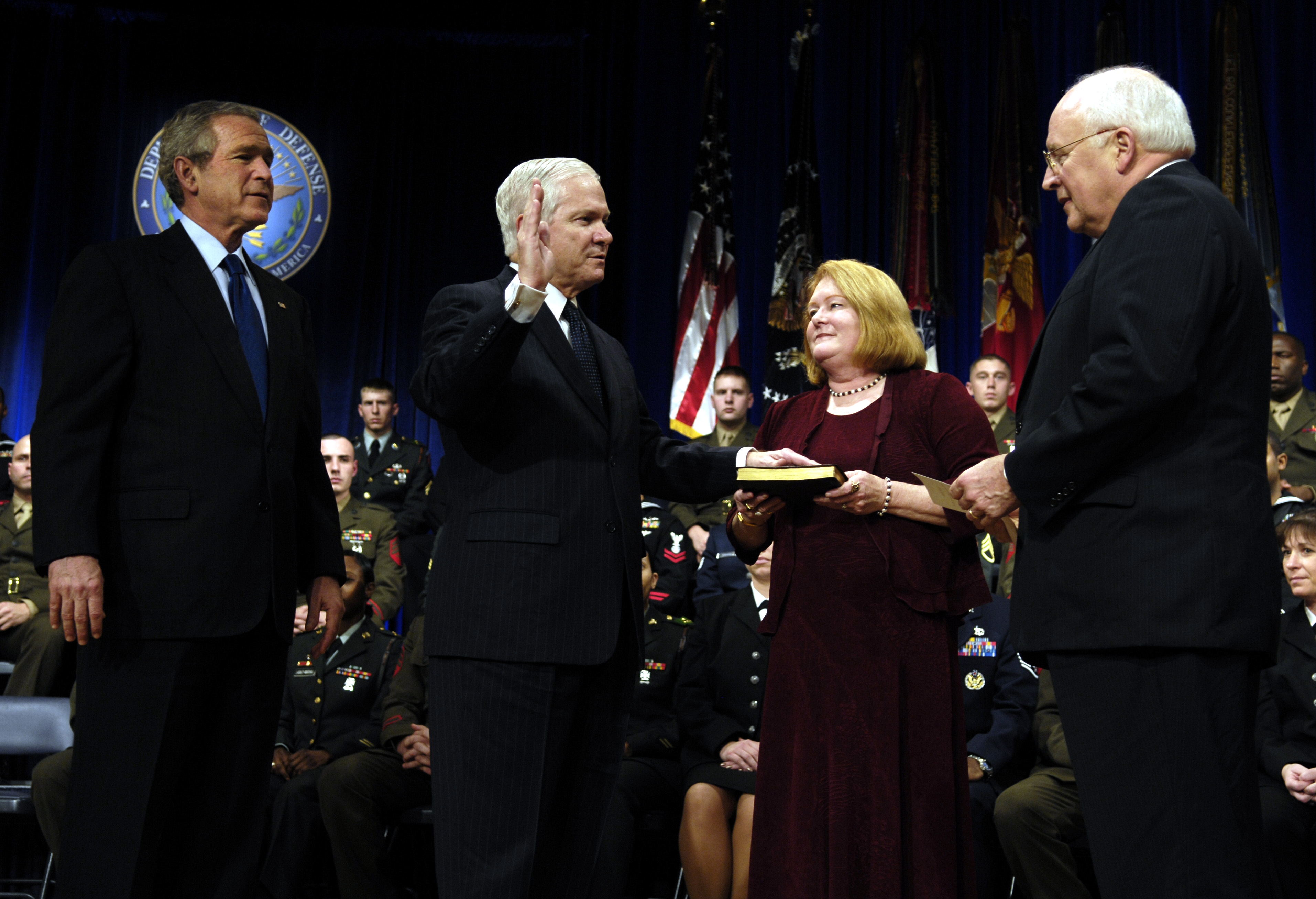
Gates realiza el Juramento como el Secretario de Defensa el 18 de diciembre de 2006.

Robert Gates asumió la oficina de la Secretaría de la Defensa el 18 de diciembre de 2006, bajo la administración de  George W. Bush. El mantener a Gates en la administración de Obama fue para cumplir algunas promesas de campaña de tener a Republicanos en su gabinete.
El Primero de diciembre de 2008, el electo Presidente Obama anunció que Robert Gates se quedaría en su puesto como Secretario de Defensa durante su administración, por lo menos durante el primer año de la presidencia de Obama.
Gates el miembro del gabinete número 14 que sirve para dos presidentes diferentes de dos partidos diferentes. Guna de sus primeras prioridades en la administración del Presidente Barack Obama fue evaluar las políticas de E.U.A. y las estrategias en Afganistán. Gates, el sexto en la sucesión lineal presidencial, fue seleccionado como el sobreviviente en cargo durante la inauguración del Presidente Obama.

#### Leon Panetta (2011-2013)
El 18 de abril de 2011,  Leon Panetta, el director de la Agencia Central de Inteligencia, fue nominado para reemplazar a Gates. El 21 de junio de 2011, el Senado de Estados Unidos confirmó a Panetta en una votación 100-0.  Tomó cargo de la oficina el 30 de junio de 2011.

#### Chuck Hagel (2013-2015)
Obama designó al exsenador  Chuck Hagel (R-NE) ara suceder a Leon Peseta y para que sirviera en su segundo periodo como Secretario de Defensa el 7 de enero de 2013. Los rumores de la nominación en el Senado comenzaron el 31 de enero de 2013. El martes 26 de febrero de 2013, después de un debate de todo el Senado que había terminado por una votación 71 a 27, se confirmó la nominación de Hagel por una votación 58-41 (1 abstención). Todos los votos en contra en cada pase de lista fueron de Senadores Republicanos, mientras que 18 Republicanos votaron para finalizar el debate y 4 para la confirmación final. Tomó cargo de la oficina el 27 de febrero de 2013. 
El 24 de noviembre de 2014, el periódico  The New York Times reportó que Hagel renunciaría a s puesto como Secretario de Defensa por presiones desde la Administración de Obama. Más tarde ese día, el Presidente Obama anunció la renuncia de Hagel y le agradeció por sus servicios. Hagel dijo en un comunicado, "Deben saber que yo no hice esa decisión por mi cuenta. Pero después de una larga discusión, el Presidente y yo decidimos que no era el momento más apropiado para un nuevo líder en el Pentágono."  Hagel se mantuvo en su puesto hasta la confirmación de su sucesor.

#### Ashton Carter (2015-2017)
El 5 de diciembre de 2014, el Presidente Obama nominó al exsubsecretario de Defensa  Ashton Carter como su cuarto Secretario de Defensa.  El 12 de febrero de 2015, el Senado confirmó a Carter en una votación 93-5.

### Procurador  general
La confirmación del procurador general se evil por el Comité Judicial del Senado. 

#### Eric Holder (2009-2015)
El primero de diciembre de 2008, Obama anunció que Eric Holder sería su candidato como procurador general. Holder fue formalmente nominado el 20 de enero de 2009  y aprobado por el Comité Judicial del Senado el 28 de enero. Después de su confirmation por el Senado completo en una votación 75-21 el 2 de febrero de 2009, se convirtió en el primer procurador general de los Estados Unidos afroamericano.
A finales de 2007, Holder se unió a la campaña presidencial del entonces Senador de los Estados Unidos Barack Obama como asesor legal. Y fungió como miembro del comité de selección para el Vicepresidente de Obama. 
Holder estuvo a favor de cerrar el campo de detención den la Bahía de Guantánamo, a pesar de que dijo que los detenidos técnicamente no pueden aplicar para la convención de protección de Génova.  Él estuvo en contra de la implementación del Acto Patriótico en la administración de Bush, diciendo que "es malo para el fortalecimiento del Estado de Derecho y costaría el apoyo del pueblo Americano."  Ha sido criticado por las políticas de tortura de los E.U.A. y el programa de espionaje, para lo que él ha acusado a la administración de Bush por sus "ofensas al Estado de Derecho... [el cual es] no sólo incorrecto, si no también destructivo en nuestra campaña en contra del terrorismo."
Durante los rumores de su confirmación en el Senado, Holder accedió con el Senador  Patrick Leahy, Demócrata de Vermont, que las técnicas usadas en los interrogatorios de Estados Unidos durante la administración de Bush conocidas como "submarino" debían ser consideradas como tortura.
El 25 de septiembre de 2014, Holder anunció que renunciaría a su puesto hasta la confirmación de su sucesor.

#### Loretta Lynch (2015-2017)
El 8 de noviembre de 2014, el presidente Barack Obama, nominó a la procurador Loreta Lynch para suceder a Eric Holder como el siguiente procurador general de los Estados Unidos. Después de un proceso de nominación extenuate, el Senado confirmó a Lynch el 23 de abril de 2015 en una votación 56-43.

### Secretaría del Interior
La nominación de la Secretaría del Interior es presentada a todo el Senado por el Comité de Energía y Recursos Naturales del Senado. 

#### Ken Salazar (2009-2013)
Ken Salazar  asumió la oficina de la Secretaría del Interior el 21 de enero de 2009, después de una votación unánime en el Senado. El Gobernador de Colorado, Bill Ritter nominó al Superintendente Escolar de Denver, Michael Bennet para reemplazar a Salazar para terminal su primer periodo en el Senado, el cual expiraba en enero de 2011. Bennet fue elegido para un término completo en 2010. 
Salazar fue nominado como Secretario del Interior el 19 de diciembre de 2008.  Su nominación requirió el proceso de Saxbe fix por el Congreso.  El 7 de enero de 2009, el Congreso aprobó un nuevo presupuesto, y el Presidente Bush firmó una propuesta de ley, la cual proveía una reducción en salarios para la Secretaría del Interior al nivel anterior en el tiempo que Salzar tomó cargo de la oficina en enero de 2009. 
El Senado confirmó la nominación de Salazar por voto de voz el 20 de enero de 2009, poco después del juramento del Presidente Obama. Como Secretario de Interior, Salazar está a cargo del Servicio de Parques Nacionales, la Oficina de Manejo de la Tierra, el Servicio de Pesca y Vida Salvaje de los Estados Unidos, la Encuesta Geológica de los Estados Unidos y otras agencias federales a cargo del Departamento Interior.
Salazar es uno de los dos hispanos en el Gabinete, junto con la Secretaria de Labor Hilda Solis de California. (Había tres, pero el 4 de enero de 2009, el demócrata gobernador Bill Richardson de Nuevo México retiró su nombre del cargo de Secretario de Comercio). Salazar es el segundo Secretario de Interior hispano después de Manuel Lujan, Jr., quien tuvo el puesto de 1989 a 1993 bajo el Presidente George H. W. Bush.
Muchos grupos ambientalistas prominentes estuvieron contra Salazar, notando sus fuertes lazos con la industria minera y de carbón. Kieran Suckling, director ejecutivo del Centro de Diversidad Biológica, el cual rastrea especies en peligro de extinción y problemas de hábitat dice "He [Ken Salazar] es un demócrata que favorece a las batallas de la industria y la gran agricultura sobre el calentamiento global, la eficiencia de los combustibles y las especies en peligro de extinción."
La nominación fue apreciada, sin embargo, por Gene Karpinski, Presidente de la Liga de Votantes de Conservación. Luego de la nominación, Karpinski dijo, "Durante su carrera, el Senador Salazar ha hecho campaña en una plegaria para apoyar a 'nuestra tierra, nuestra agua, nuestro pueblo'. Con una calificación perfecta del 100% en la Carta de Calificación LCV del 2008, ha vivido para responder a esa plegaria. Como un individuo del oeste, el Senador Salazar tiene experiencia práctica con los problemas de la tierra y el agua, y va a restaurar el rol del Departamento de Interior como el mayordomo de los recursos públicos de América. Esperamos ansiosos a trabajar con él para proteger la salud de la tierra, el agua y el pueblo de América en los próximos años."
Aunque se esperaba que los republicanos del Senado realizaran preguntas acerca de las estancias de Salazar en el desarrollo de petróleo de esquisto y perforación en áreas ambientalmente sensibles, Salazar fue uno de varios seleccionados para el Gabinete de Obama confirmado por el Senado por voto de voz el 20 de enero de 2009, poco después de la inauguración de Obama. Salazar se convirtió en el quincuagésimo Secretario de Interior luego de Dirk Kempthorne, quien apreció el nombramiento de Salazar.
El 23 de enero de 2009, Salazar ha dicho que está considerando la reapertura de la corona de la Estatua de la Libertad para turistas. La corona ha estado cerrada para el público desde los ataques del 11 de septiembre de 2001. "Espero que podamos encontrar la manera", dijo Salazar en su declaración. "Podría proclamarle al mundo - tanto figurativamente como literalmente - que el camino a la luz de la libertad está abierto para todos.

#### Sally Jewell (2013-2017)
El 16 de enero del 2013, se reportó que Salazar se retiraría de su puesto como Secretario de Interior en marzo de 2013.
El 6 de febrero del 2013, el Presidente Obama nominó al CEO de REI, Sally Jewell, como Secretaria de Interior. El Senado confirmó la nominación de Jewell por un voto 87-11 el 10 de abril de 2013.

### Secretaría de Agricultura

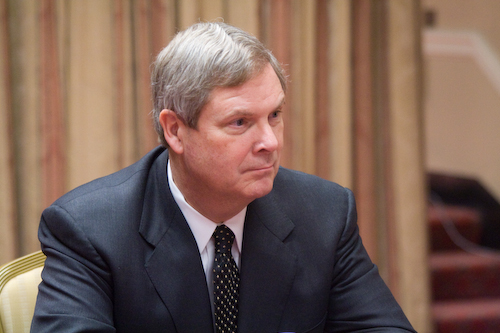
Vilsack lleva a cabo una conferencia de Prensa después de ser nominado como Secretario de Agricultura, diciembre de 2008.

La nominación del Secretario de Agricultura es traído al Senado entero por el Comité del Senado de Agricultura, Nutrición y Silvicultura. Tom Vilsack asumió la oficina de la Secretaría de Agricultura el 21 de enero de 2009 luego de una votación de voz unánime de todo el Senado. 

#### Tom Vilsack (2009-2017)
El 17 de diciembre del 2008, el entonces Presidente electo Barack Obama anunció su elección de Vilsack como el nominado para ser el próximo Secretario de Agricultura. Vilsack ha gobernado el estado granjero (Iowa) como lo hicieron los dos Secretarios de Agricultura previos, el Senador Mike Johanns (2005-2007) y Ed Schafer (2007-2009). La reacción a la nominación de Vilsack de grupos agricultures fue altamente positiva e incluyó el apoyo de la Asociación de Refinadores del Maíz, la Asociación Nacional del Grano y la Alimentación, la Unión Nacional de Granjeros, la Oficina de Federación de Granja Americana y el Fondo de Defensa Ambientalista.  Se opusieron a la nominación aquellos que creían que Vilsack tiene una preferencia por granjas grandes e industriales y cultivos genéticamente modificados; como gobernador del estado de Iowa, él originó una cuenta de derecho preferente a compra de semillas en 2005, bloqueando efectivamente a comunidades locales de la regulación de dónde se crecen cultivos genéticamente modificados; además, Vilsack fue el fundador y previo presidente de la Asociación Biotecnológica de Gobernadores, y fue nombrado Gobernador del Año por la Organización de la Industria Biotecnológica, un grupo cabildeo de la industria. El Senado confirmó la nominación de Vilsack para el puesto con consentimiento unánime el 20 de enero de 2009.

### Secretaría de Comercio
- Wikinoticias tiene noticias relacionadas con Judd Gregg withdraws as US Commerce Secretary nominee.

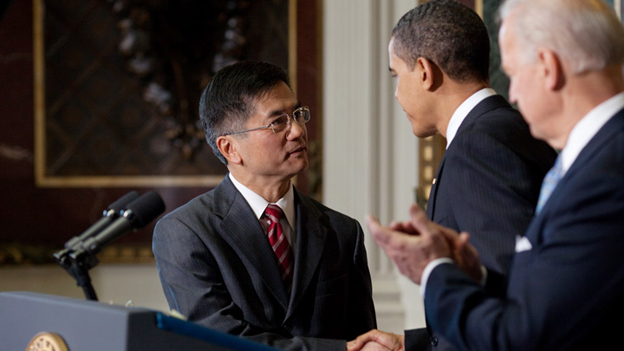
El Secretario de Comercio, el exgobernador de Washington Gary Locke con el Presidente de los Estados Unidos Barack Obama y el vicepresidente Joe Biden

La nominación del Secretario de Comercio es traída al Senado completo por el Comité de Comercio, Ciencia y Transporte. 

#### Nominación fallida de Bill Richardson (2009)
Bill Richardson fue nominado para la posición de Secretario de Comercio el 3 de diciembre del 2008. Sin embargo, debido a investigación federal en algunos donadores políticos, él se retiró de la nominación el 4 de enero de 2009.

#### Nominación fallida de Judd Gregg (2009)
El 3 de febrero de 2009, el Presidente Obama nominó al Senador de New Hampshire Judd Gregg, un republicano. La nominación inicialmente produjo crítica, pues probablemente le daría a los demócratas en el Senado una súper-mayoría, asumiendo que Al Franken sería colocado de Minnesota (como lo fue eventualmente) y los dos independientes regularmente votados con los demócratas. El Senador republicano Gregg habría sido remplazado por alguien escogido por el Gobernador del estado John Lynch, un demócrata.
Inicialmente, el Senador Mitch McConnell anunció que él prevendría un intento de alcanzar una súper mayoría por el Presidente. Luego de algunas charlas, el Presidente Obama así como el Senador Gregg aseguraron que no sería usado como un intento de cambiar la naturaleza del Senado.
El 12 de febrero, el Senador Gregg anunció que había rechazado la nominación, citando su desacuerdo fundamental con la administración de Obama en "problemas como el paquete de estímulos y el Censo."

#### Gary Locke (2009-2011)
El Gobernador previo de Washington Gary Locke fue designado como el tercer nominado de Comercio, reportado por múltiples medios el 23 de febrero de 2009. Un anuncio oficial fue realizado en una conferencia de prensa con Locke y el Presidente Obama. Luego de la confirmación el 24 de marzo, Locke se convirtió en el primer Secretario de Comercio Chino Americano y el tercer Asiático Americano en el gabinete de Obama, uniéndose al Secretario de Energía Steven Chu y al Secretario de Asuntos Veteranos Eric Shinseki, el mayor de cualquier administración en la historia de los Estados Unidos. 

#### John Bryson (2011-2012)
En mayo de 2011, Obama señaló a Locke como el nuevo embajador de los Estados Unidos en China y nominó a John Bryson como el siguiente Secretario de Comercio. Citando las visiones ambientalistas de Bryson, el Senador de los Estados Unidos James Inhofe (R-Oklahoma) puso un alto a su nominación en julio. El Senado confirmó a Bryson como Secretario de Comercio por un voto 74-26 el 20 de octubre del 2011. Él juró el 21 de octubre del 2011. Bryson tomó un descanso por ausencia en junio de 2012 para exámenes médicos por incautaciones que fueron relacionadas con un pega y corre. El 21 de junio de 2012, Bryson resignó porque, "el trabajo que [los empleados de Comercio] hacen para ayudar a los empresarios y empresas de América a construir nuestra economía es más importante ahora que nunca y he llegado a la conclusión de que necesito retirarme para evitar distracciones de tal misión crítica." La Secretaria diputada Rebecca Blank sirvió como Secretaria de Comercio en Acto sin confirmación del Senado luego de la resignación de Bryson en junio del 2012 hasta la confirmación de Penny Pritzker en junio del 2013.

#### Penny Pritzker (2013-2017)
El 2 de mayo del 2013, el Presidente Obama anunció la nominación del magnate hotelero Penny Pritzker como Secretario de Comercio. El 10 de junio de 2013, el Comité de Comercio, Ciencia y Tecnología aprobó unánimemente la nominación de Pritzker. El 25 de junio del 2013, Pritzker fue confirmado por el Senado completo por un voto de 97 a 1.

### Secretaría del Trabajo
La Secretaría de Labor es confirmada por el Comité del Senado para la Salud, Educación, Labor y Pensiones. 

#### Hilda Solis (2009-2013)

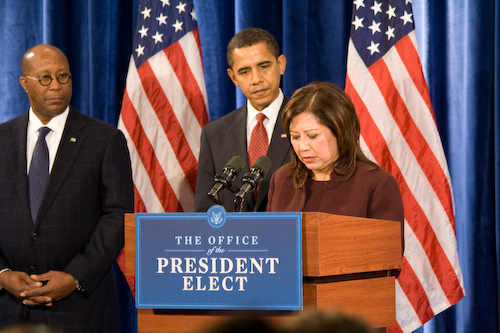
Solis habla en el anuncio de ser nombrada Secretaria de Trabajo; El electo presidente Barack Obama y el representante de Comercio Ron Kirk.

Hilda Solis asumió la oficina como Secretaria de Labor el 24 de febrero de 2009, cuando ella fue confirmada por el Senado por un voto de 80-17, aunque sus audiciones de confirmación habían sido estancadas por las preocupaciones republicanas sobre su apoyo al Acto de Libre Elección del Empleo y su deseo de dar marcha atrás a las políticas de la Administración de Bush al Acto de Trabajador Huésped H-2A y los problemas de impuestos con su esposo. 
El 11 de febrero de 2009, la nominación de Solis pasó la fase de comité.
El 18 de diciembre del 2008, fuentes cercanas al equipo de transición de Obama identificaron a Solis como la elección de Presidente electo para la Secretaría de Labor de los Estados Unidos, la última posición del gabinete.
La selección ganó aceptación del AFL-CIO y otras organizaciones de labor, pero trajo decepción de grupos empresariales y el Centro de Hechos de Unión. El anuncio oficial fue hecho por Obama el 19 de diciembre. Su nombramiento requirió un arreglo Saxbe. Debido a su confirmación, el sucesor de Solis, Judy Chu fue elegido en una elección especial en el distrito del congreso número 32 en California; ella renunció para reforzar a cualquier candidato particular de reemplazo.
Las audiencias de confirmación de Solis fueron realizadas el 9 de enero de 2009, antes del Comité del Senado de Salud, Educación, Labor y Pensiones. El presidente del comité Ted Kennedyrla felicitó en repetidas ocasiones a pesar del desapruebo de algunos miembros Republicanos, Solís decidió no discutir algunas políticas de trabajo específicas como el Acta de la Libre Decisión del Empleado.  Algunos días después, los Senadores Republicanos dijeron que tratarían de poner alguna clase de negativa en su nominación debido a su frustración de que no obtuvieron respuestas de parte de la nominada durante el periodo de especulación de la aprobación.
El miembro republicano del comité Mike Enzii también la presionó en admitir que a su posición no pagada y alta en los Derechos americanos del Trabajo constituían actividades con conflictos de intereses, mismas que son prohibidas; ella dijo que no estaba llevando a cabo actividades con conflictos de intereses y que no estaba violando ninguna ley.  Solis reconoció que no había reportado esas posiciones en su declaración anual de ese entonces, a lo que la Casa Blanca dijo que fue un error sin propósito.  Después de que no había movimientos en su nominación, Obama designó al veterano del Departamento de Trabajo el oficial Edward C. Hugler como Secretario Interino.
Este proceso prolongado se caracterizó por constantes batallas entre la administración de Obama y los Republicanos en materia de asuntos laborales.  a nominación de Solís se pospuso para un comité de votación para el 5 de febrero, pero se pospuso debido a que se descubrió que el esposo de Solís Sam Sayyad había pagado únicamente $6,400 de impuestos por su negocio de reparación de autos desde 1993.  Sayyad era el único propietario del negoció, y realizó una declaración de impuestos por separado para Solis, y trató de hacer declaraciones de impuesto sobre dinero que pensaba que ya había pagado.
La Casa Blanca dijo que Solís no sería penalizada por los errores que hubiera cometido ella o su esposo.  Esta declaración se id después de que muchos de los nominados de Obama tenía problemas relacionados con el pago de impuestos.  El comité de Republicanos indicó subsecuentemente que ellos pasarían por alto los problemas de Solís con el pago de impuestos pero aún tenían preocupaciones por sus posiciones en y relación con los Derechos Americanos de Trabajo.  El 11 de febrero de 2009, el committee finalmente avaló su nominación por una votación por pase de lista con dos votos en contra.

#### Thomas Pérez (2013−2017)
El 9 de enero de 2013, Hilda Solís anunció que no permanecería en el segundo periodo de Obama por lo que renunció. El 18 de marzo del 2013, el presidente Obama nominó al asistente del procurador general, Thomas Pérez como su secretario de Trabajo.
Los republicanos se opusieron a esa nominación bajo el argumento que ellos los veían como "una ideología marcada". El 16 de mayo de 2013, la nominación de Pérez fue adoptada por el comité a través de las bancadas de los dos partidos. Se envió a votación el Senado.
El 18 de julio de 2013 Pérez fue confirmado como el Secretario de Trabajo después de que los Senadores alcanzaron un acuerdo a cambio de cambios en las reglas del senado. El senado en la última instancia confirmó la nominación de Pérez en una votación por bancada 54-46. .

### Secretaría de Salud y Servicios Humanos

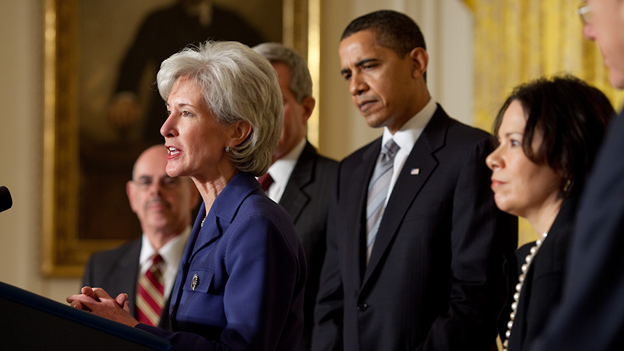
Kathleen Sebelius habla después de su nominación como Secretaria de SSH.

La nominación de la Secretaría de Salud y Servicios Humanos es introducida al Senado por el Comité de Finanzas del Senado, a través de la nominación también interviene el Comité del Senado de los Estados Unidos en Salud, Educación, Trabajo y Pensiones. 

#### Nominación fallida de Tom Daschle (2009)
El exlíder de la mayoría del Senado  Tom Daschle fue el primer nominado de Obama para la Secretaría de Salud y Servicios Humanos. A Daschle se le pagaron $220 000 en concessions a proveedores de salud, y se le pagaron $ 16 millones como consejero para grupos de interés económico en materia de salud entre el tiempo de su salida del Senado y su nominación. Daschle denegó su nominación el 3 de febrero de 2009.

#### Kathleen Sebelius (2009-2014)
El 2 de marzo de 2009, el Presidente  Barack Obama introdujo a la Gobernadora de Kansas,  Kathleen Sebelius  como su candidata para ocupar el cargo de la oficina de la Secretaría de Salud y Servicios Humanos. Sibelius fue confirmada por el Senado el 28 de abril del 2009 y se le urgió resolver la criss de influenza de dicho año. 
En abril de 2013, después de los errores de la página HealthCare.gov, el sitio web para suscribir a todos los americanos en el intercambio de los seguros de vida, Sebelius decidió renunciar a la Secretaría ya que de acuerdo a ella el 31 de marzo de 2014 era la fecha limit para inscribirse al sistema de salud, por lo que era oportuno un cambio para que Obama tuviera en su equipo de trabajo alguien que pudgier servirle y que no fuera blanco de ataques políticos.

#### Sylvia Mathews Burwell (2014-2017)
Después de la renuncia de Sebelius, el 11 de abril de 2014 se reveló que Sylvia Mthews Burwell sería la nominada, quien entonces era la Directora de la Oficina de Administración y Presupuestos OAP.  El 5 de junio de 2014, Burwell fue confirmada por el Senado en una votación 78-17.

### Secretaría de Vivienda y Desarrollo Urbano
La nominación a la Secretaría de Vivienda y Desarrollo Urbano es introducida al Senado por el Comité del Senado en Bancos, Vivienda y Asuntos Urbanos. n Affairs.

#### Shaun Donovan (2009-2014)
Shaun Donovan fue confirmado como Secretario de Vienna y Desarrollo Urbano el 27 de enero de 2009. 
En mayo de 2014, la renuncia de la Secretaria Sebelius de SSH causó un desplazamiento de puesto importantes, debido a que la entonces directora de la OAP Burwell fuera nombrada Secretaria de SSH, el 23 de mayo de 2014, el Secretario de VDU Donovan fue nombrado el nuevo director de la OAP.

#### Julián Castro (2014-2017)
Después de que el Presidente Obama decidiera nominar al Secretario Donovan como el nuevo Director de la OAP, el 23 de mayo de 2014, Obama nominó al alcalde de San Antonio,  Julian Castro, como el nuevo Secretario de Vivienda y Desarrollo Urbano El 9 de julio de 2014, el Senado confirmó la nominación por una votación 71-26, con 18 Republicanos votando a favor de dicha nominación.

### Secretaría de Transporte
La nominación a la Secretaría de Transporte, es introducida al Senado por el Comité del Senado en Comercio, Ciencia y Transportes. 

#### Ray LaHood (2009-2013)
El 19 de diciembre de 2008, el electo Presidente Barack Obama anunció que nominaría a  Ray LaHood  para ser el siguiente Secretario de Transporte.
El presidente Obama dijo lo siguiente respecto a LaHood "Pocos entienden nuestra infraestructura y sus retos más que al servidor público a quien le estoy pidiendo que dirija el Departamento de Transportes."
La nominación de LaHood se tomó con alarma entre aquellos preocupados por el cambio climático y el descontrol suburbano. Su currículum en transportes es muy criticado. El no trabajaba para el Comité de Vivienda, Transportes e Infraestructura, en el tiempo que fue seleccionado, a pesar de que había estado ahí en el pasado. Como miembro del Comité de Apropiaciones de Vivienda, el no trabajó en el área de transportes.
Además que se escogió a Lahood como un simbolismo bipartidista, también se esperaba que la falta de experiencia de LaHood reduciría el papel de esta secretaría en los debates de políticas públicas de 2009, dejándolo como una figura simbólica. James Oberstar, el congresista democrático quien llevó el Comité de Transportes e Infraestructura, era un mejor candidato quien tendría mayor poder. Oberstar calificó a LaHood como "temperamental" y con "talentos de líder", pero cuando se le preguntaba de algún buen punto de LaHood en su estadía en dicho comité en la década de 1990, Obersar no sabía que responder y decía "no puedo mencionar un momento específico en la legislatura en el que LaHood haya sobresalido," él dijo "Él era un jugador en todo momento". Oberstar dijo que LaHood tendría un papel importante en los ajustes de las políticas públicas.
Former Republican Congressman Ray LaHood was confirmed as Secretary of Transportation on January 23, 2009. On January 29, 2013, LaHood announced that he would not stay on for Obama's second term and that he would resign upon the confirmation of his successor.

#### Anthony Foxx (2013-2017)
Anthony Foxx, el alcalde de Charlotte, en Carolina del Norte fue nominado por el Presidente Barack Obama el 29 de abril de 2013, para suceder a Ray LaHood. El 10 de junio de 2013, el Comité de Comercio, Ciencia y Tecnología aprobó de manera unánime la nominación de Foxx. El 27 de junio de 2013, fue confirmado de forma unánime (100-0) por el Senado de los Estados Unidos. Foxx llevó a cabo su juramento el 2 de julio, como el Secretario de Transportes número 17.

### Secretaría de Energía
La nominación de la Secretaría de Energía se introduce al Senado por el Comité de Energía y Recursos Naturales. 

#### Steven Chu (2009-2013)
El ganador del Premio Nobel, el científico, Steven Chu fue confirmado de manera unánime por el Senado de Estados Unidos el 20 de junio de 2009. El 21 de enero de 2009, Chu realizó su juramento como Secretario de Energía en la Administración de Barack Obama. Chu es la primera persona considerada para formar parte del gabinete después de haber ganado un Premio Nobel. Es también el segundo Chino-Americano que es miembro del gabinete después de  Elaine Chao.

#### Ernest Moniz (2013−2017)
El Primero de febrero de 2013, el Secretario Chu anunció su renuncia hasta la confirmación de su sucesor.
El 4 de marzo de 2013 el Presidente Obama anunció que su nuevo nominado sería Ernest Moniz como Secretario de Energía para su segundo mandato. El 18 de abril de 2013, el Comité del Senado para Energía y Recursos Naturales, votó 21-1 en la nominación de Moniz.  El 16 de mayo de 2013 Moniz fue confirmado de manera unánime por el Senado.

### Secretaría de Educación
La nominación de la Secretaría de Educación es introducida al Senado por la Comisión de Salud, Educación, Trabajo y Pensiones. Arne Duncan fue confirmada como la Secretaria de Educación el 21 de enero de 2009. 

#### Arne Duncan (2009-2016)
El Presidente Obama nominó a Arne Duncan el 16 de diciembre de 2008, como su Secretaria de Educación. En su comunicado escrito, Obama calificó Duncan como una mujer con muchas habilidades "Para Arne, las reformas educativas no son sólo una teoría en un libro -es una cause de vida. Y los resultados no son sólo de las estadísticas de las calificaciones, si no si nuestros niños están desarrollando las habilidades necesarias para competir con cualquier trabajador para cualquier pesto de trabajo."

Duncan recibió un apoyo total bipartidista durante los rumores de su confirmación en el Comité de Salud, Educación, Trabajo y Pensiones el 13 de enero de 2009. El Senador  Tom Harkin (D-Iowa) dijo de Duncan "no hay ninguna pregunta de que las escuelas de América se van a beneficiar de las ideas innovadoras que Duncan ha traído del sistema de escuelas públicas de Chicago".
El 2 de octubre de 2015, Duncan anunció que dejaría el cargo de Secretario para finales del 2015.

#### Nominación de John B. King, jr.
Después del anuncio de Duncan, el Presidente Obama anunció sus intenciones de nominar al Subsecretario de Educación John B. King, jr. como el nuevo Secretario de Educación.

### Secretaría de Asuntos de Veteranos
La nominación a la Secretaría de Asuntos de Veteranos es introducida al Senado por el Comité del Senado en Asuntos de Veteranos. 

#### Eric Shinseki (2009-2014)
Eric Shinseki asumió el cargo de Secretario de Asuntos de Veteranos el 20 de enero de 2009. El 30 de mayo de 2014, el Presidente Obama anunció que aceptaría la renuncia de Shinseki como Secretario.

#### Robert McDonald (2014-2017)
El 29 de junio de 2014, se reportó que el Presidente Barack Obama nominaría al exdirector de Procter and Gamble Robert A. McDonald para suceder al General t Eric Shinseki como Secretario de Asuntos para Veteranos. El 13 de julio de 2014, el Comité del Senado para Asuntos de Veteranos respaldó la nominación de McDonald 14-0 y lo envió al Senado. El 29 de julio de 2014, el Senado lo confirmó con una votación 97-0.

### Secretaría de Seguridad Interior
La nominación a la Secretaría de Seguridad Interior es introducida al Senado por el Comité del Senado de Seguridad Interior y Gobernación. 

#### Janet Napolitano (2009-2013)
Janet Napolitano  asumió la oficina de la Secretaría de Seguridad Interior el 21 de enero de 2009. 
El 5 de noviembre de 2008, Napolitano fue nombrada como asesora del comité del Proyecto de Transición Obama-Biden. El 1 de diciembre de 20089, Napolitano fue nominada para dirigir el Departamento de Seguridad Interior (DSI).  El 20 de enero de 2009, Napolitano fue confirmada, y se convirtió en la primera amuser en la Secretaría de este nuevo departamento.  Y el Secretario de Estado  Jan Brewer se convirtió en el Gobernador de Arizona, dado que el estado no tenía un gobernador Interino. 
El 12 de julio de 2013, Napolitano anunció que renunciaría para tomar el puesto de Presidente de la Universidad de California. . Su renuncia como Secretaria de Seguridad Interior fue efectiva el 6 de septiembre de 2013, y Rand Beers fungió como Secretario Interino hasta la confirmación de Jen Johnson en diciembre. 

#### Jeh Johnson (2013-2017)
El 17 de octubre de 2013, el Presidente Obama anunció sus intenciones de nominar al exoficial del Pentágono Jen Johnson como Secretario de Seguridad Interior. El 16 de diciembre de 2013, Johnson fue confirmado por el senado en una votación 78-16.

## Nivel del Gabinete
El Presidente Obama ha incluido a miembros de su gabinete que no son considerados tradicionalmente miembros del Gabinete.  

### Vicepresidente
El Vicepresidente es electo, en lugar de tener una posición por decisión, por lo que no requiere confirmación del Senado. 
- Wikinoticias tiene noticias relacionadas con Confirmación del Gabinete de Barack Obama.

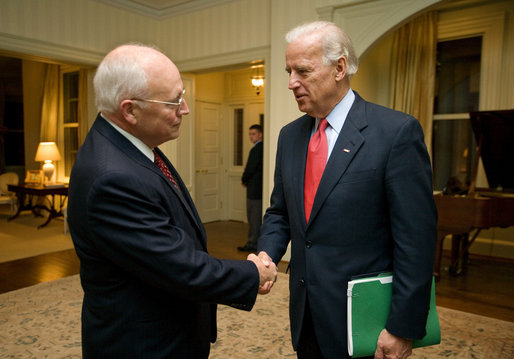
El entonces Vicepresidente electo Joe Biden con el vicepresidente Dick Cheney en el Círculo Observatorio Número Uno, 13 de noviembre de 2008.

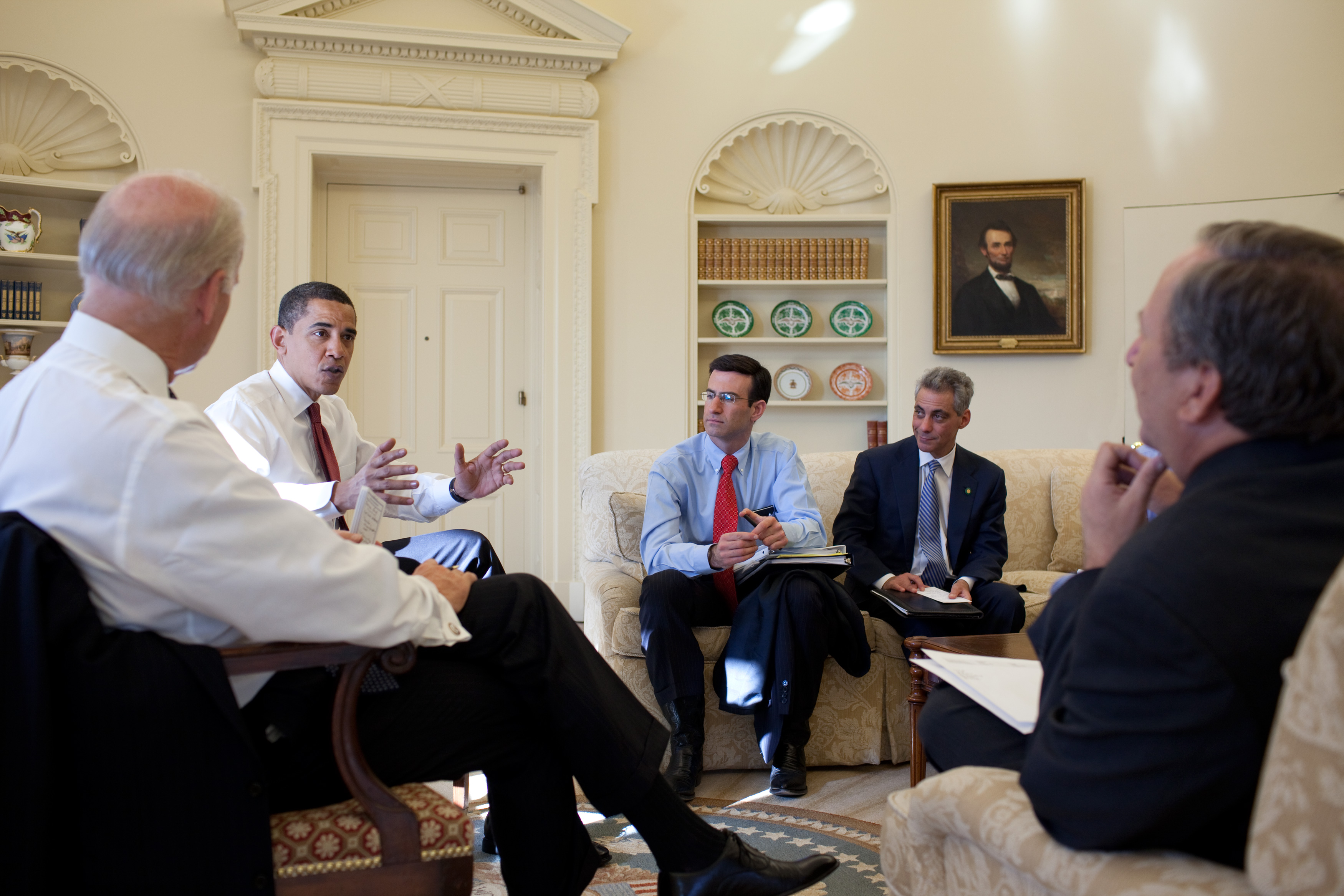
De Izquieirda: El Vicepresidente Joe Biden, Presidente Obama, Director del Presupuesto Peter Orszag y el Jefe de Personal Rahm Emanuel en la oficina Oval, enero de 2009.

Después de que Biden se retirara de la contienda presidencial, Obama tuvo reuniones provides con Biden en donde le expresó sus deseos de que ocupara un cargo en la administración de Obama.  El 22 de junio de 2008, en una entrevista para NBC's Meet the Press, Biden confirmó que, a pesar de que no se encontraba activamente buscando un puesto, aceptaría la nominación presidencial como vicepresidente si se la ofrecían. A inicios de agosto, Obama y Biden se reunieron en secreto para discutir una posible relación presidente-vicepresidente.  El 22 de agosto de 2008, Barack Obama anunció que Biden sería su compañero en la contienda. The New York Times  reportó que esta estrategia detrás de la elección refleja el deseo de tener alguien experimentado en las políticas exteriores y la seguridad nacional- y no como un apoyo en las contiendas electorales o para enfatizar el mensaje de cambio de Obama.  Otros observadores dijeron que Biden apelaba al voto de la clase media y los de cuello azul, y también como una estrategia para contrarrestar el reto agresivo del nominado Republicano  John McCain debido a que Obama no se sentía cómodo con tal situación.  Al aceptar la oferta de Obama, Biden regresó a las contiendas Presidenciales en 2016.
El 4 de noviembre de 2008, Obama fue elegido presidente y Biden como vicepresidente de los Estados Unidos. El equipo Obama-Biden ganó 365 votos de colegios electorales en comparación con los 173 de McCain-Palin, y tuvieron un 53-46 porcino de votos nacionales populares.
Biden se convirtió en el vicepresidente número 47 de los Estados Unidos el 20 de enero de 2009, cuando fue inaugurado al igual que Obama. El sucedió a Dick Cheney. Biden es el primer Vicepresidente de Delaware y el primero católico en tomar cargo de la oficina. El juramento de Biden se llevó a cabo por el jefe de la Suprema Corte de Justicia  John Paul Stevens.
A medida que la transición presidencial de Barack Obama comenzó, Biden dijo que stab en reuniones diarias con Obama y que McCain aún era su amigo. El Servicio Secreto de los Estados Unidos le puso el nombre de "celta" por sus raíces Irlandesas.
Biden eligió al abogado veterano demócrata Ron Klain para que fuera el jefe del personal del vicepresidente, y el jefe delTime Washington Jay Carney para que fuera su director de comunicación.  Biden trató de eliminar algunos de los roles explícitos asumidos durante la vicepresidencia de Cheney.  Pero por otro lado, Biden dijo que no basaría su vicepresidencia en ninguna otra anterior a él, y en su lugar buscaría conejos en cada una de las decisiones críticas que tubbier que tomar Obama.  Biden dijo que estaba involucrado estrechamente en las juntas del gabinete que se hicieron durante la transición.  Biden fue nombrado también jefe de la nueva Dirección de las Casa Blanca para las Familias Trabajadoras, una iniciativa que pretendía mejorar el bienestar económico de la clase media.

### Jefe de Personal

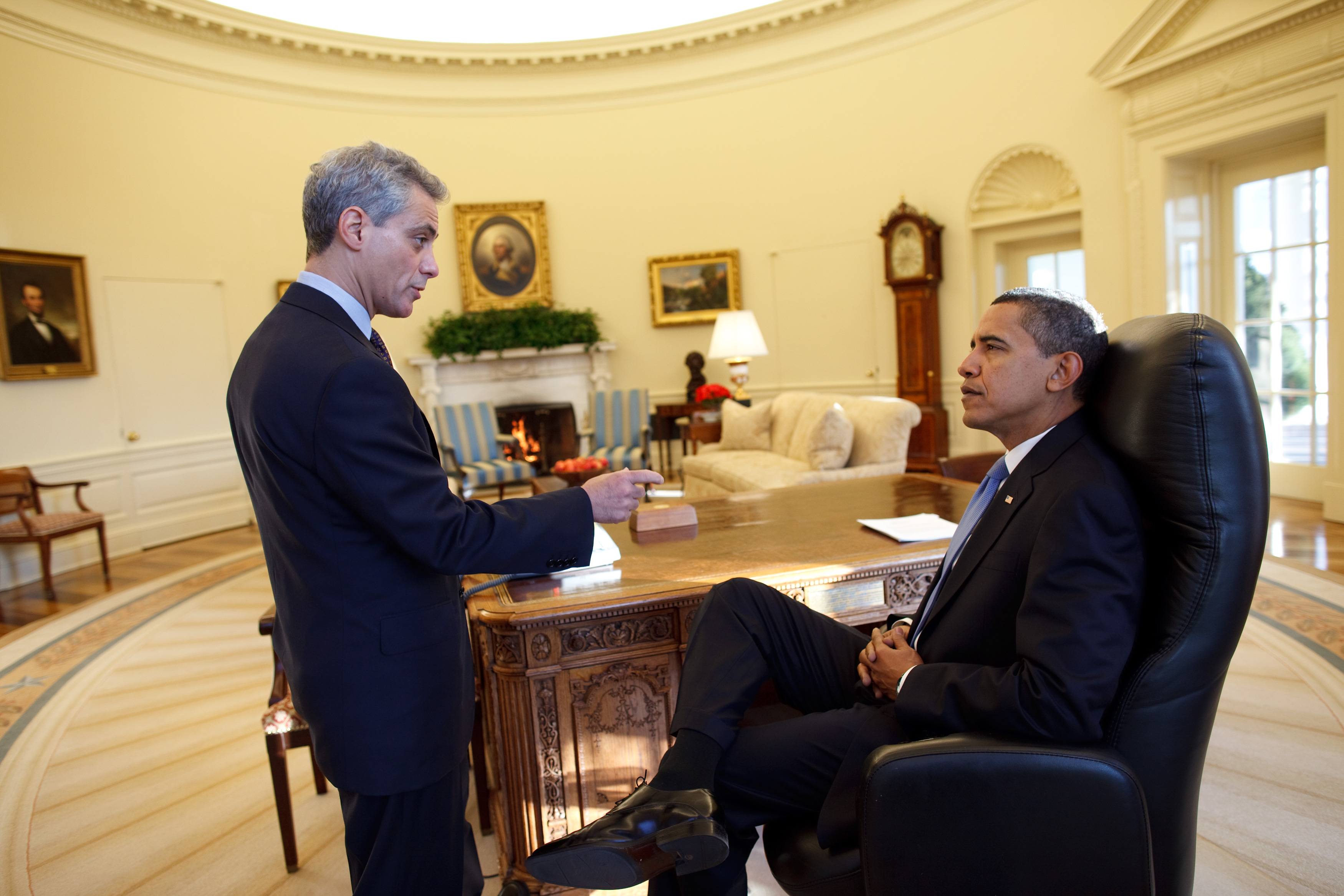
Barack Obama y Rahm Emanuel en la Oficina Oval

El 6 de noviembre de 2008,  Rahm Emanuel aceptó la posición de nivel de Gabinete como Jefe del Personal de la Casa Blanca bajo la administración de Barack Obama. Renunció a su asiento en el Congreso el 2 de enero de 2009. Se llevó a cabo una reunión primaria para designar a alguien quien tomara cargo de su puesto vacío, el 3 de marzo de 2009, y se llevaron a cabo unas elecciones generales especiales en abril 7.  Los periódicos de Chicago reportaron que uno de los candidatos para ocupar el asiento dijo en un forum que Emanuel le había dicho que tenía intenciones de contender nuevamente por su posición en el futuro.
Algunos líderes Republicanos criticaron a las juntas de  Rahm Emanuel porque creían que iban en contra de las promesas de Obama de hacer las políticas menos divisorias, considerando la reputación de Emanuel por tener partidismo hacia los demócratas. El Republicano  Lindsey Graham no estuvo de acuerdo, diciendo: "Esta es una sabia decisión por el Electo Presidente Obama. Él es duro pero justo -honesto, directo y sensible." 
Ira Forman, el director ejecutivo del Consejo Nacional Democrático Judío, dijo que las decisiones, indicaban que Obama no escucharía a las personas incorrectas en materia de las relaciones Israel-Estados Unidos. Algunos comentaristas opinaron que Emanuel sería bueno para el proceso de pacificación de Israel-Palestina porque si los líderes Israelitas hacían excusas para oponerse al desarme, Emanuel tendría la capacidad para presionar a los Israelitas para ceder.
Algunos Palestinos y árabes se mostraron en contra de la decisión de Obama de escoger a Emanuel. Ali Abunimah de la Intifada Electrónica dijo que la decisión de Obama de escoger a Emanuel enviable una clara señal de que el no tomaría "consejos mucho más balanceados, más objetivos y más realistas que pudieran cambiar el cursed las políticas desastrosas de Palestina-Israel de las administraciones Bush y Clinton".  Emanuel dijo que Obama no necesitaba su influencia para orientar las políticas hacia Israel. Emanuel dejó la oficina el primero de octubre de 2010, para ser reemplazado de manera interina por Pete Rouse, y fue algid como Alcalde de Chicago el febrero siguiente.  
William M. Daley se convirtió en el Jefe del Personal de la Casa Blanca el 13 de enero de 2011, cuando el Jefe Interino Pete Ruse fue legalmente nombrado el Consejero del Presidente. Un año después, el 9 de enero de 2012, Daley anunció sus intenciones de retirarse a favor de Jack Lew (el director del Presupuesto desde noviembre de 2010). Lew tomó la oficina el 27 de enero de 2012, pero el también dejó el puesto un año después (el 25 de enero de 2013) cuando fue nominado Secretario del Tesoro. 
Desde el 25 de enero de 2013, el Jefe del Personal de la Casa Blanca ha sido  Denis McDonough, quien es también formalmente la Consejera Nacional de Seguridad.

### Director de la Oficina del Presupuesto

#### Peter Orszag (2009-2010)
El 25 de noviembre de 2008, el Electo Presidente Barack Obama anunció que Peter R. Orszag sería su nominado para director de la Oficina de Administración y Presupuesto, el brazo de la Casa Blanca responsable de crear el Presupuesto Federal y evaluar la efectividad de los programas federales. A sus 40, fue el miembro más joven en el gabinete de Obama, considerando que el presidente elevó la posición del director de la OAP a un nivel de prioridad-gabinete. 

#### Jacob Lew (2010-2012)
Orszag renunció, y se hizo efectivo el 30 de julio de 2010. El 13 de julio de 2010, la Casa Blanca anunció que Jacob Lew había sido elegido para suceder a Orszag como director la OAP, sujeto a la confirmation del Senado. Durante los rumores de la confirmación en el Senado, en respuesta a los cuestionamientos del senador Bernie Sanders (I-VT), Lew dijo que el no creía que la desregulación fuera "una causa proximal" de la crisis financier de 2007-2008: Lew le dijo al panel de expertos que "los problemas en la industria financiera precedieron a las desregulaciones" y después de discutir dichos asuntos, añadió que el "personalmente conocía hasta que punto la desregulación había ocurrido, pero que no creía que la desregulación causaría problemas futuros". El 18 de noviembre de 2010, Lew fue confirmado por l Senado por consentimiento unánime. Jacob Lew fungió desde el 18 de noviembre de 2010 hasta el 27 de enero de 2012, cuando renunció para convertirse en el jefe de personal de la Casa Blanca. Después de la renuncia de Lew, Jeffrey Zients fungió como director de la OAP hasta que Sylvia Mathews Burwell' fue confirmada 15 meses después. 

#### Sylvia Mathews Burwell (2013-2014)
El 3 de marzo de 2013, se anunció que el Presidente Obama nominaría a  Sylvia Mathews Burwelltpara estar a cargo de la OAP OEl 24 de abril de 2013, el Senado la confirmó con una votación 96-0.

#### Shaun Donovan (2014-2017)
En mayo de 2014, la renuncia de la Secretaria Sebelius de la Secretaría de SSH, causó un juego de puestos, con el director de la OAP Burwell siendo nominado para suceder a Sebelius, quien el 23 de mayo de 2014 llevó a la nominación de la Secretaría de VDU Donovan para convertirse en el nuevo director de la OAP. El 10 de julio de 201, Shaun Donovan fue confirmed como director de la OAP en una votación 75-22.

### Embajador para las Naciones Unidas

#### Susan Rice (2009-2013)
El 5 de noviembre de 2008,  Susan Ricewfue nombrada como asesora para el Proyecto de Transición Obama-Biden. El 1 de diciembre de 2008, fue nominada por el electo presidente Obama para ser la embajadora de los Estados Unidos Ante las Naciones Unidas, un puesto que también subió al nivel del gabinete. . Rice es la segunda más joven y la primera mujer afroamericana en representar a E.U.A. ante la ONU.
Dr. Rice anunció que tendría un equipo de transición tanto en Nueva York como en Washington D. C. en el Departamento de Estado que estaba dirigida por  Hillary Rodham Clinton. Rice fue confirmada por el senado por votación por pase de lista el 22 de enero de 2009.

#### Samantha Power (2013-2017)
El 5 de junio de 2013, el Presidente Obama anunció que nombraría a Susan Rice como Asesora de Seguridad Nacionalen sucesión a  Tom Donilon. Rice sería remplazada por  Samantha Power. El 23 de julio de 2013, el Comité del Senado para las Relaciones Exteriores approve la nominación de Power. El 1 de agosto de 2013, el Senado confirmó a Power en una votación 87-10.

### Administrador de la Agencia de Protección Ambiental

#### Lisa P. Jackson (2009-2013)
El 15 de diciembre de 2008, el electo Presidente Barack Obama designó oficialmente a Lisa P. Jackson como la nominada para la Administración de la Agencia de Protección Ambiental. Ella fue confirmada a través de un consentimiento unánime del Senado el 23 de enero de 2009. Jackson es la primera afroamericana en fungir como administradora de la APA, además de ser la cuarta mujer en ocupar el cargo y la segunda de Nueva Jersey.

#### Gina McCarthy (2013-2017)
Lisa Jackson decidió no estar en el signed periodo de Obama, El 4 de marzo de 2013, ella nominó a  Gina McCarthy  como la administradora de la APA para el segundo periodo.
El 9 de mayo de 2013, los 8 republicanos en el Comité del Senado para el Medio Ambiente y los Trabajos Públicos, boicoteraon el panel para evitar la votación de la nominación de Gina McCarthy para dirigir la APA. El 16 de mayo de 2013 la nominación de McCarthy se llevó a cabo por bancadas. El voto mandó la nominación de McCarthy al Senado Completo. Sin embargo, el Senador Roy Blunt puso una pausa en su nominación lo que llevó a posponer la nominación en el Senado completo.
El 18 de julio de 2013,  McCarthy fue confirmada como la Administradora de la APA después de que los Senadores llegaron a un acuerdo para cambiar las reglas de votación que llevaron a tener una votación 59-40.

### Representante de Comercio

#### Ron Kirk (2009-2013)
A pesar de que había especulaciones de que Ron Kirk sería el Secretario de Transportes, se le dio el puesto de Representante de Comercio. Como prtidario del Tratado de Libre Comercio de América del Norte, su selección se debió a ciertas necesidades en la agenda del comercio exterior.
El 22 de enero de 2013, Kirk anunció que renunciaría como representante de Comercio. Su renuncia fue efectiva el 15 de marzo de 2013.

#### Michael Froman (2013-2017)
El 2 de mayo de 2013, el Presidente Obama anunció la nominación del sub-asesor de Economía internacional, Michael Foman como representante de Comercio. El 11 de junio de 2013, el Comité del Senado de Finanzas aprobó la nominación de Froman. El 19 de junio de 2013, Michael From an fue confirmed por el Senado en una votación 93 a 4.

### Consejo de Asesores Económicos

#### Christina Romer (2009-2010)
El 24 de noviembre de 2008, el Presidente Obama designó a Christina Romer como la presidenta del Consejo de Asesores Económicos al inicio de su administration.
Después de su nominación y antes de que Obama tomara cargo de la oficina, Romer fue coautora del plan de la administración para la recuperación de la recesión de 2008. Con el economista Jared Bernstein, Romer fue coautora del plan de Obama para la recuperación económica.
En una presentación en un video, ella discute los detalles del paquete de creación de empleos que la administración de Obama sometió al Congreso.

#### Austan Goolsbee (2010-2011)
Romer renunció a su puesto en septiembre de 2010 para volver a sus posición en la academia.
Austan Goolsbee fue designado como el presidente del Consejo de Asesores Económicos en septiembre de 201o, sucediendo así a Christina Romer.
El 6 de junio de 2011, Goolsbee anunció que regresaría a la Universidad de Chicago, diciendo que la economía esta a miles de millas de donde había empezado. Se esperaba que tavern un rol informal en la campaña de Obama de 2012 desde Chicago. La renuncia de Goolsbee se volvió efectiva el 5 de agosto de 2011.

#### Alan Krueger (2011-2013)
El 29 de agosto de 2011, Alan Krueger fue nominado por obama para ser presidente del Consejo de Asesores Económicos,  y el 3 de noviembre de 2011, el Senado confirmó de manera unánime su nominación.

#### Jason Furman (2013-2017)
Como Krueger regresó a la Universidad de Princeton en el otoño de 2013, tuvo que renunciar a su puesto. El 10 de junio de 2013, Jason firman fue nombrado por el Presidente Obama como Presidente del Consejo de Asesores Económicos. El 1 de agosto de 2013, el Senado confirmó la nominación de Furman.

### Administrador de la Administración de Pequeñas Empresas

#### Karen Mills (2009-2013)
Karen Mills fue nominada por el electo Presidente Barack Obama el 19 de diciembre de 2008, y confirmada de manera unánime por el Senado el 2 de abril de 2009, y su juramento fue el 6 de abril de 2009. Durante su dirección, en 2012 su oficina fue elevada en el rango de Nivel de Gabinete, expandiendo su poder de decisión en políticas y garantizándole acceso a las juntas del gabinete.
El 11 de febrero de 2013, Mills anunció su renuncia a la Administración de la APE.

#### Maria Contreras-Sweet (2014-2017)
El 15 de enero de 2014, Contreras-Sweet fue nominada por el Presidente Barack Obama para unirse a su gabinete como la directora de la Administración de Pequeñas Empresas. Contreras-Sweet fue confirmada como Administradora de la Administración de Pequeñas Empresas por una votación por pase de lista el 27 de marzo de 2014. Asumió su puesto el 7 de abril de 2014.

## Por debajo del Nivel de Gabinete

### Director de la Oficina Nacional de Políticas de Control de Drogas
El 11 de febrero de 2009, se reportó que Gil Kerlikowske había aceptado la oferta del Presidente Obama de ser el director de la Oficina de Políticas de Control de Drogas, sucediendo a John P. Walters. El 7 de mayo de 2009, el Senado confirmó la nominación de Kerlikowske por una votación 91-1. Sin embargo, previo a la nominación de Kerlikowske, el puesto fue excluido de un nivel de gabinete a una posición por debajo del gabinete.